# Шахини, Аньеза
Аньеза Шахини (алб. Anjeza Shahini; род. 4 мая, 1987, Тирана, Албания) — албанская певица, представлявшая Албанию на «Евровидении» в 2004 году с песней «The Image of You».

## Биография
Аньеза Шахини родилась в Тиране, Албании. В 2003 году в возрасте 16 лет заняла первое место в конкурсе "Ethet е së premtes mbrëma". В декабре того же года вместе с 29 другими певцами, участвовала в национальном отборе. После двух предварительных раундов, 20 декабря Шахини победила отбор. 12 мая 2004 года Шахини выступила в полуфинале и заняла четвертое место из двадцати двух, тем самым выйдя в финал, где 15 мая она соревновалась с участниками из двадцати четырех других стран и заняла 7 место с общим количеством 106 очков.